# Kanton Massy-Ouest
Der Kanton Massy-Ouest war von 1967 bis 2015 ein französischer Wahlkreis im Arrondissement Palaiseau, im Département Essonne und in der Region Île-de-France. Vertreter im Generalrat des Départements war von 2004 bis 2011 Marie-Pierre Oprandi (zunächst PS, später PG). Es folgte Guy Bonneau (VEC). Der Kanton wurde 1967 gegründet.  
Der Kanton bestand aus einem Teil der Stadt Massy.